# Nyctunguis heathi
Nyctunguis heathi is een duizendpotensoort uit de familie van de Schendylidae. De wetenschappelijke naam van de soort is voor het eerst geldig gepubliceerd in 1909 door Chamberlin.